# Чуфарово (Ярославская область)
Чуфарово — село в Ростовском районе Ярославской области, входит в состав сельского поселения Петровское.

## География
Расположено в 19 км на северо-запад от посёлка Петровское и в 39 км на юго-запад от Ростова.

## История
Каменный пятиглавый храм с колокольней построен в селе в 1815 году на средства прихожан с двумя престолами: св. Николая и Введения во храм Пресвятой Богородицы. До 1814 года здесь была церковь деревянная, на ее месте был поставлен каменный столб.
В конце XIX — начале XX село входило в состав Дубровской волости Ростовского уезда Ярославской губернии. В 1885 году в селе было 20 дворов.
С 1929 года село входило в состав Филяевского сельсовета Ростовского района, в 1935 — 1959 годах — в составе Петровского района, с 1954 года — в составе Дмитриановского сельсовета (сельского округа), с 2005 года — в составе сельского поселения Петровское.

## Население
| 1859 | 2007 | 2010 |
| ---- | ---- | ---- |
| 108  | ↘39  | ↘28  |

## Достопримечательности
В селе расположена недействующая Церковь Николая Чудотворца (1815).

## Известные уроженцы и жители
- Николай (Чуфаровский) (1884—1967) — епископ Русской православной церкви, архиепископ Рязанский и Касимовский.
- Павловский, Александр Дмитриевич (1857—1946) — бактериолог, патологоанатом, фармаколог, хирург.